# Puerta corrediza

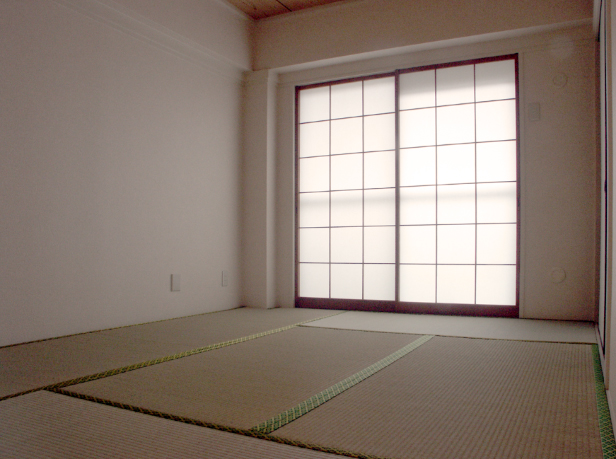
Puertas shōji, un tipo de puerta corrediza tradicional de Japón.

Una puerta corrediza o puerta corredera es un tipo de puerta que se abre de manera horizontal con un movimiento de deslizamiento sobre un espacio predeterminado, paralelo al lugar en el que se encuentra. Existen de tipo manual y también, sobre todo en lugares públicos o de mucha concurrencia, con sensores de movimiento que detectan la aproximación de las personas y abren la puerta de forma automática.

## Historia

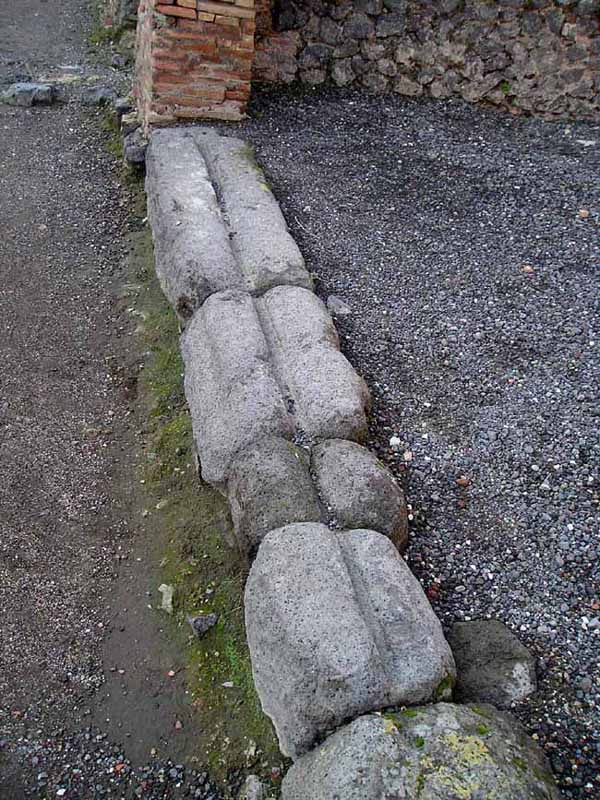
Rieles de antigua puerta corrediza romana en Pompeya, Italia

Existen pruebas de uso de puertas corredizas que se remontan al siglo I, en casas romanas. Aún es posible observar los rieles esculpidos en roca en las ruinas de Pompeya en Italia, destruida en el 79.
Durante la Edad Media también se utilizaron puertas corredizas como puerta de acceso a las fortificaciones, pero en este caso de desplazamiento vertical.

## Usos
Pueden encontrarse como puertas internas de una casa, como separación de la casa con un patio o jardín o bien como sistema de apertura de diferentes tipos de muebles, especialmente armarios.
Existen puertas correderas también en formato automático que suelen verse en entradas de centros comerciales, hospitales, restaurantes, hoteles, aeropuertos o en vagones de tren y metro.
- Datos: Q2234382
- Multimedia: Sliding doors / Q2234382